# Månbuskblomfluga
Månbuskblomfluga (Parasyrphus macularis) är en tvåvingeart som först beskrevs av Zetterstedt 1843.  Månbuskblomfluga ingår i släktet buskblomflugor, och familjen blomflugor. Arten är reproducerande i Sverige. Inga underarter finns listade i Catalogue of Life.

## Bildgalleri

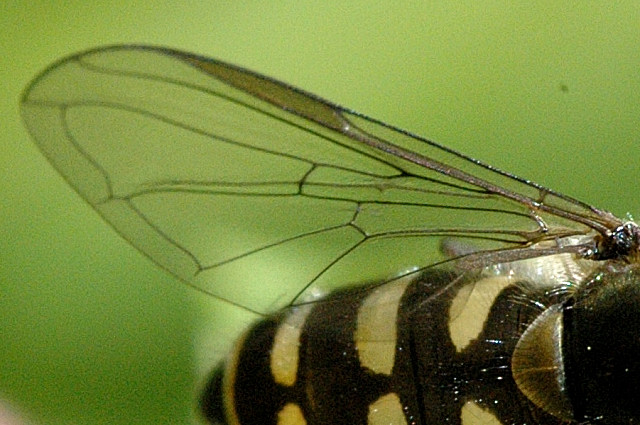